# ساموتیراکانی
ساموتیراکانی (انگلیسی: Samuthirakani؛ زادهٔ ۲۶ آوریل ۱۹۷۳) کارگردان فیلم، صداپیشه و هنرپیشه اهل هند است.
از فیلم‌ها یا برنامه‌های تلویزیونی که وی در آن نقش داشته‌است می‌توان به فارغ‌التحصیل بیکار، فارغ‌التحصیل بیکار ۲، ماسو نام مستعار ماسیلامانی، توت‌فرنگی، بازجویی، جایی در ویکنتاپورام، محافظ، وجد، فقط تماشا، پاراتیوران، رهبر زن، محاسبات مادر، غرش ببر، حراج دولتی، عشق هم باید بگذرد، سوبرامانیاپورام، چنای شمالی، کالا، ترک و فیل اشاره کرد.
وی در سال ۲۰۱۵ برنده جایزه ملی فیلم بهترین بازیگر نقش مکمل مرد شده‌است.